# Label (Steuerelement)

Eingabemaske mit Textfeldern und Beschriftungen (Firefox-Browser)

Ein Label, auch Static, Bezeichnungsfeld, Beschriftungsfeld oder Beschriftung genannt, ist ein Steuerelement einer grafischen Benutzeroberfläche. Es kann Text anzeigen und wird hauptsächlich benutzt, um andere Ein- oder Ausgabefelder zu beschriften; zumeist in Formularen oder Berichten.
Beschriftungen wie „Vorname“ (Textfeld) oder „Ja“ und „Nein“ (Optionsfeld) führen durch eine Eingabemaske, der von Labels dargestellte Text wird daher auch Führungstext genannt.

## Verhalten
Label sind passive Steuerelemente, die primär nur dazu dienen, einen statischen Text anzuzeigen. Allerdings können sie auch bei der Navigation innerhalb von Formularen helfen. ISO 9241-161 schreibt für jedes Steuerelement, mit Ausnahme des Zeigers eine Beschriftung vor (Beschriftungen können aber auch unsichtbar sein) was insbesondere für Screenreader relevant ist und empfiehlt ferner, dass diese kurz und präzise ist.

### Navigation mit der Tastatur
Bei Beschriftungen für Formularfelder ist es gängige Praxis, mnemonische Tastenkürzel (englisch access keys oder mnemonics) zu vergeben. Dabei handelt es sich um einen einzelnen Buchstaben aus dem Beschriftungstext (ein sog. impliziter Bezeichner), der innerhalb eines Formulars nur einmal verwendet werden darf. Dieser wird dann i. d. R. unterstrichen dargestellt. In zeichenorientierten Benutzeroberflächen (TUI) wird der entsprechende Buchstabe oft farblich hervorgehoben. Betätigt der Anwender die Alt-Taste zusammen mit dem unterstrichenen Buchstaben, erhält das dazugehörige Formularfeld den Fokus. Ein ähnliches Verhalten findet man auch bei anderen Steuerelementen, die über eine eigenständige Beschriftungsmöglichkeit verfügen, wie beispielsweise Schaltflächen, Kontrollkästchen, Optionsfeldern oder Menüleisten.

### Navigation mit der Maus
Bei Beschriftungen für Formularfelder ist es üblich, dass bei einem Klick mit der Maus auf ein Beschriftungsfeld das damit verknüpfte Formularfeld den Eingabefokus erhält.

### LinkLabel

Ein typischer Link, wie er auf Webseiten oder in Programmen zu finden ist.

Mit der zunehmenden Verbreitung von Webseiten und den dort verwendeten Hyperlinks wurde dieses Prinzip zur Navigation auch auf Desktop-Anwendungen übertragen. In einfachen Implementierungen wird der Text eines Beschriftungsfeldes so formatiert, dass er einem Hyperlink ähnelt. Bewegt sich der Mauszeiger über solch ein Steuerelement, wird er als Hand dargestellt. Bei einem Klick auf ein solches Beschriftungsfeld verhält sich dieses wie eine Schaltfläche. Heute besitzen viele GUI-Toolkits LinkLabel. Unter Microsoft Windows werden sie seit Windows XP nativ unter dem Klassennamen „SysLink“ als eigenständiges Steuerelement bereitgestellt.